# دودمان سیزدهم مصر

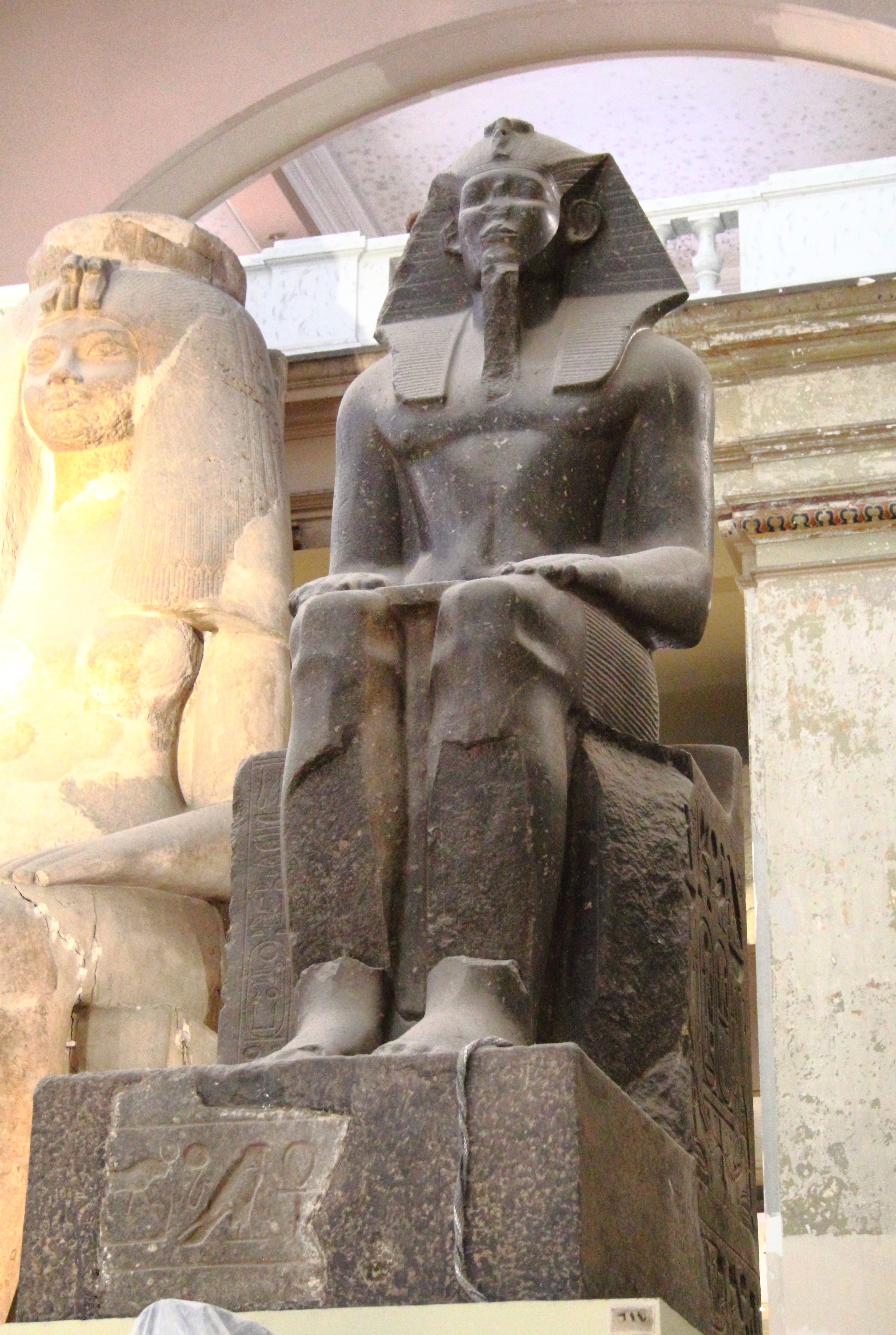
مجسمه عظیم پادشاه مصر باستان، ایمیرمشاو، گرانیت، از تانیس، پادشاهی میانه، سلسله سیزدهم، 18قرن قبل از میلاد مسیح

دودمان سیزدهم مصر باستان دوره‌ای از تاریخ مصر است که اغلب به همراه دودمان‌های چهارده، پانزده، شانزده، و هفده زیر عنوان دوره دوم میانی طبقه‌بندی می‌شوند. این دودمان نزدیک به سال ۱۷۷۳ پیش از میلاد مسیح آغاز شد و تا ۱۶۵۰ پ.م. ادامه یافت.

## فرمانروایان
شاهانی که نامشان در پاپیروس تورین آورده شده:
- وگاف
- آمنمحت سنبف
- آمنمحت پنجم
- هوتپیب‌رع
- ایوفنی
- آمنمحت ششم
- سمنکارع
- سوبک‌هوتپ یکم
- رنیسنب
- هور
- آمنمحت هفتم
- سوبک‌هوتپ دوم
- خنجر
- امرامشا
- اینتف چهارم
- ست یکم
- سوبک‌هوتپ سوم
- نفرهوتپ یکم
- ساهاثور
- سوبک‌هوتپ چهارم
- سوبک‌هوتپ پنجم
- وهیب‌رع ایبیو
- مرنفررع ای
- سوبک‌هوتپ ششم
- مرهوتپ‌رع اینی
- سانخن‌رع سوجتو
- نفرهوتپ دوم
- هور دوم
- سوبک‌هوتپ هفتم
- ایبی دوم
- هور سوم